# Universallöschfahrzeug (Tschechien)
Das Universallöschfahrzeug (kurz tschechisch: KHA) ist ein Sondereinsatzfahrzeug der Feuerwehr. Für die Brand- bzw. Schadstoffbekämpfung führt es unterschiedliche Löschmittel mit sich. Dies sind vor allem größere Mengen an Löschwasser, Schaum sowie Pulver. Die größere Menge der verschiedenen Löschmittel ist das Hauptunterscheidungsmerkmal zu den Tanklöschfahrzeugen. Außerdem verfügen die Universallöschfahrzeuge nur über eine Truppbesatzung (0/1/2/3).

## Fahrzeugtypen

### KHA (20) 4500/3000
Das KHA (20) 4500/3000 ist eines von vielen Feuerwehrfahrzeugen in Tschechien, das auf dem Fahrgestell des Tatra 815 aufgebaut wurde. Das Fahrzeug verfügt über einen Löschwassertank mit 2.000 Liter Kapazität und einen Schaumlöschmitteltank mit 2.500 Liter Kapazität. Darüber hinaus führt es 3.000 kg Löschpulver mit sich. Die Pumpenleistung der eingebauten Feuerlöschpumpe beträgt 3.200 l/min. Zu den Besonderheiten des KHA (20) 4500/3000, das bei der Berufsfeuerwehr Zlín eingesetzt wird, gehört ein Dachmonitor-Wasser mit einer Abgabemenge von 2.400 l/min und einer Wurfreichweite von 50 m, sowie ein Dachmonitor-Pulver mit einer Abgabemenge von 40 kg/Sek.

### KHA 25
Das KHA 25 der Berufsfeuerwehr Ostrava führt 1.900 Liter Löschwasser und 3.000 Liter Schaumlöschmittel mit sich. Auf Löschpulver wurde bei diesem Fahrzeug verzichtet, dafür führt es 100 Liter Netzmittelkonzentrat mit sich. Die Pumpenleistung der Feuerlöschpumpe beträgt 2.400 l/min. Auch dieses Fahrzeug wurde auf dem Fahrgestell des Tatra 815 aufgebaut.